# Laerbrockkreuz

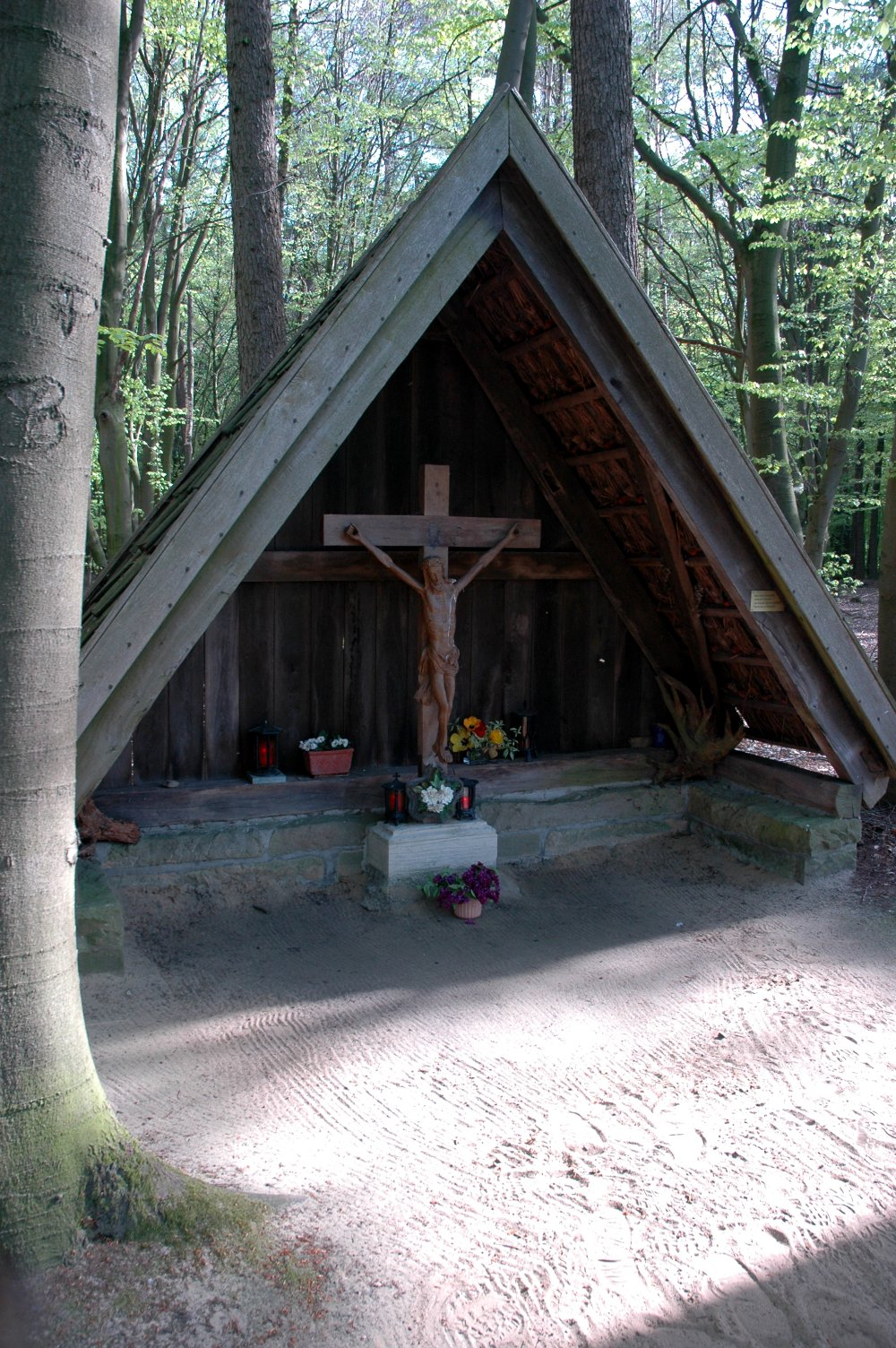
Das Laerbrockkreuz (April 2007)

Das Laerbrockkreuz ist ein Flurkreuz im Kreis Coesfeld an der Grenze der Nachbarorte Bösensell, Schapdetten und Havixbeck. Es kennzeichnet die Stelle, an der zwischen dem 13. und 17. Jahrhundert Landtage abgehalten wurden.
Koordinaten: 51° 55′ 50,7″ N, 7° 26′ 24,5″ O